# Boys On Film 5: Candy Boy
Boys On Film 5: Candy Boy è un film antologico del 2011 composto da cortometraggi di diverse nazionalità.
Si tratta del quinto film della serie Boys On Film.

## Trama
Film ad episodi.
In James, Il giovane James si scopre attratto da uno dei suoi insegnanti, il signor Sutherland, l'unica persona che sembra realmente capirlo.
In Last Call, l'alcolizzato Gavin muore e si ritrova in un bar stranamente familiare dove il misterioso barista gli fa rivivere i momenti preferiti della sua vita prima di farlo andare in Paradiso.
In David, un giovane studente muto si reca al cinema dopo la scuola e finisce per stringere amicizia con un disoccupato.
In Sweat, il venticinquenne Simon si reca per la prima volta in vita sua in una sauna.
In Twoyoungmen, UT., Will ed Eli si incontrano per caso in un bar e si dirigono verso le saline per partecipare ad una festa. Durante il viaggio faranno i primi passi verso la ricerca e l'accettazione di se stessi.
In Blokes, nel Cile sotto la dittatura di Pinochet il tredicenne Luchito si innamora di Manuel, vicino di casa sedicenne che vede dalla finestra di casa.
In Go Go Reject, l'ingenuo ed eternamente ottimista Daniel Ferguson tenta di realizzare il suo sogno d'infanzia di diventare la Jennifer Beals del go-go dancing maschile.
In Far West, il giovane Ricky è costretto a lasciare Parigi per trascorrere una settimana nella fattoria del nonno. Inizialmente la cosa non lo entusiasma per niente, ma poi la presenza del nuovo e bel bracciante Jean-Didier farà nascere in lui fantasie orientate sui cowboy.
In Candy Boy, quando i bambini dell'orfanotrofio si ammalano misteriosamente, Candy Boy, il più valoroso degli orfani, si mette ad indagare. Si tratta di un cortometraggio d'animazione.